# Sumur (Pajar Bulan)
Sumur is een bestuurslaag in het regentschap Lahat van de provincie Zuid-Sumatra, Indonesië. Sumur telt 625 inwoners (volkstelling 2010).